# Vương quốc al-Abwab
Vương quốc al-Abwab là một nền quân chủ Nubia thời Trung Cổ ở khu vực ngày nay là miền trung Sudan. Ban đầu là một tỉnh thuộc miền bắc Alodia, nước này trở thành một vương quốc độc lập từ năm 1276. Từ đó trở đi, al-Abwab được sử sách Ả Rập ghi chép nhiều lần do dính líu đến những cuộc chiến giữa nước láng giềng phía bắc Makuria và Vương quốc Mamluk của Ai Cập. Trong các cuộc xung đột này, al-Abwab thường đứng về phe Mamluk. Vương quốc được đề cập lần cuối vào năm 1367, nhưng dựa trên niên đại của đồ gốm chế tác nơi đây, al-Abwab có thể đã tiếp tục tồn tại cho đến thế kỷ 15 hoặc thậm chí là 16. Dưới thời trị vì của vua Funj Amara Dunqas (trị. 1504–1533/4), vùng này được xác định đã trở thành một phần của Vương quốc Hồi giáo Funj.

## Vị trí
Vị trí chính xác của vương quốc al-Abwab vẫn chưa được xác định rõ ràng. Theo nhà truyền giáo thế kỷ 10 al-Aswani, thành phố Atbara nằm ở al-Abwab. Dù vậy, ông cũng cho rằng biên giới phía bắc của vương quốc nằm xa hơn về phía bắc, tại khúc quanh sông Nin lớn. Vào năm 1317 al-Abwab nằm quanh nơi hợp lưu của sông Atbara và sông Nin, trong khi vào năm 1289, sử sách ghi chép rằng có thể mất khoảng ba ngày để đi từ đảo Mograt đến nơi đây, cho thấy biên giới phía bắc của vương quốc nằm gần Abu Hamad. Đến đầu thế kỷ 20, người Sudan được ghi nhận sử dụng thuật ngữ al-Abwab (الأبواب, cửa ngõ) để mô tả một khu vực gần Meroe. Nhà khảo cổ học David Edwards nói rằng nền văn hóa hiện vật của thung lũng sông Nin nằm giữa Abu Hamad, nơi dòng sông uốn cong về phía tây, ngoài ra sông Atbara liên quan tới Makuria chứ không phải Alodia.

## Lịch sử